# Nadieżda Sieropiegina
Nadieżda Siergiejewna Sieropiegina (ros. Надежда Сергеевна Серопегина, ur. 8 października 1941) – radziecka lekkoatletka, sprinterka.
Specjalizowała się w biegu na 400 metrów. Zwyciężyła w sztafecie szwedzkiej 1+2+3+4 okrążenia na europejskich igrzyskach halowych w 1967 w Pradze (sztafeta radziecka biegła w składzie: Wałentyna Bolszowa, Wira Popkowa, Tatjana Arnautowa i Sieropiegina). Na tych samych igrzyskach odpadła w półfinale biegu na 400 metrów.
Ponownie zwyciężyła w sztafecie 1+2+3+4 okrążenia  (w składzie: Lilja Tkaczenko, Popkowa, Sierpiegina i Anna Zimina) na europejskich igrzyskach halowych w 1968 w Madrycie. 
Była halową mistrzynią ZSRR w biegu na 400 metrów w 1967.
Rekord życiowy Sieropieginy w biegu na 400 metrów wynosił 54,7 s (ustanowiony 28 sierpnia 1964 w Kijowie).